# هاکوب قازانچیان
هاکوب قازانچیان (ارمنی: Հակոբ Երվանդի Ղազանչյան؛  ۳ ژوئیهٔ ۱۹۵۹) یک نمایشنامه‌نویس اهل ارمنستان است. وی از سال میلادی تاکنون مشغول فعالیت بوده است.

## زندگی‌نامه
وی در  ۳ ژوئیهٔ ۱۹۵۹ در ایروان به دنیا آمد و از دانشگاه هنر نمایشی روسیه فارغ‌التحصیل شد. وی در تئاتر دولتی کاپان و تئاتر دراماتیک دولتی وارطان آجمیان گیومری فعالیت کرده است. وی عضو اتحادیه دستندرکاران نمایشی ارمنستان می‌باشد. وی همچنین برندهٔ جوایزی همچون چهره هنری شایسته جمهوری ارمنستان شده است.

## نگارخانه

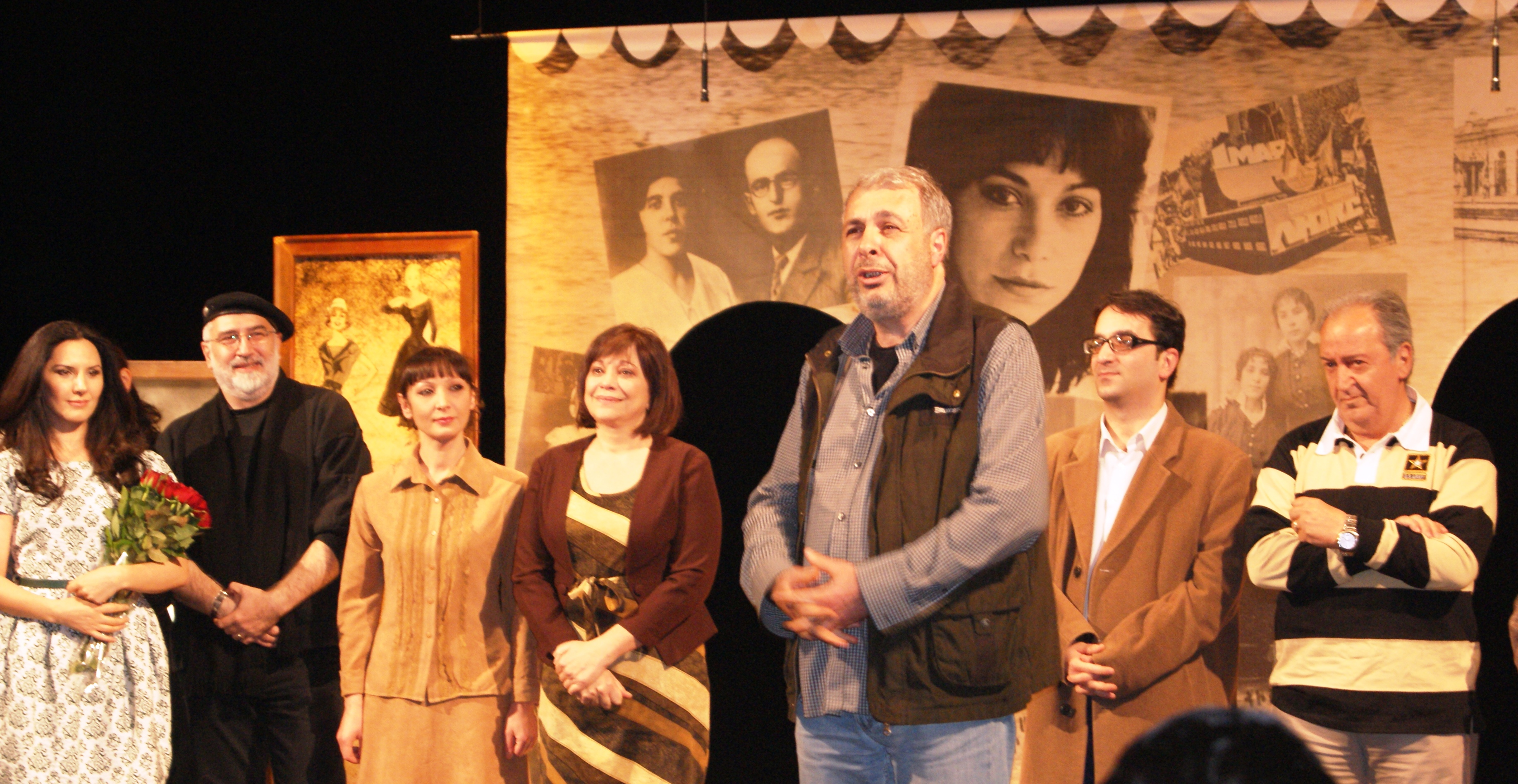

## یادداشت
1. ↑  Մարիամ Ղազանչյան